# Spelaeornis kinneari
A Spelaeornis kinneari a madarak osztályának verébalakúak (Passeriformes) rendjébe és a timáliafélék (Timaliidae) családjába tartozó faj.

## Rendszerezése
A fajt Jean Théodore Delacour és Pierre Jabouille írták le 1845-ben, Speloeornis longicaudatus kinneari néven. Szerepelt a Spelaeornis chocolatinus alfajaként, Spelaeornis chocolatinus kinneari néven is.

## Előfordulása
Délkelet-Ázsiában, Kína és Vietnám területén honos. Természetes élőhelyei a szubtrópusi és trópusi hegyi esőerdők. Állandó, nem vonuló faj.

## Megjelenése
Testhossza 12 centiméter.

## Természetvédelmi helyzete
Az elterjedési területe kicsi és csökken, egyedszáma szintén csökken. A Természetvédelmi Világszövetség Vörös listáján sebezhető fajként szerepel.